# Шапка (селище)
Ша́пка (рос. Шапка) — селище у складі Стрітенського району Забайкальського краю, Росія. Входить до складу Верхньо-Куенгинського сільського поселення.

## Населення
Населення — 19 осіб (2010; 22 у 2002).
Національний склад (станом на 2002 рік):
- росіяни — 100 %